# Дяченко Марина Юріївна
Це стаття про особу. Про творчий тандем — див. Дяченки Марина та Сергій
Мари́на Юрі́ївна Дяче́нко-Ширшо́ва, до шлюбу Ширшова (нар. 23 січня 1968) — українська письменниця-фантастка та редакторка, у минулому — професійна акторка. Працювала у  співавторстві з Сергієм Дяченком. Пише в основному російською, але є й україномовні твори.

## Біографія
Марина Ширшова народилася 23 січня 1968 року у Києві. 
1989 року закінчила Київський театральний інститут, обрала професію акторки театру та кіно. У фільмі «Вперед, за скарбами гетьмана» зіграла роль Марійки. Після того викладала мистецтво сценічної мови у Київському театральному інституті. 
Згодом одружилася з письменником  Сергієм Дяченком. Письменницьке подружжя дебютувало романом-фентезі «Брамник» (1994), за який отримали премію Єврокону-96. На загальноєвропейській конференції фантастів «Єврокон-2005» у Глазго разом із чоловіком визнана найкращим письменником-фантастом Європи. До 2009 року жила і працювала у Києві, потім переїхала з чоловіком до Москви. У 2013 році вони переїхали з Росії до США, проживали разом в штаті Каліфорнія до смерті чоловіка. Тепер тут мешкає сама.
У співавторстві до смерті чоловіка написали 25 романів, десятки повістей та оповідань, кілька дитячих книжок (детальніше див. Марина та Сергій Дяченки).